# Bezděz (Ralská pahorkatina)
Bezděz (606 m n. m., německy Bösig, též Velký Bezděz – ale ve státních mapách se tento název nikdy nepoužíval) je vrch v okrese Česká Lípa v Libereckém kraji. Leží asi 0,5 km severně od obce Bezděz, na jejím katastrálním území. Na vrcholu se tyčí stejnojmenný mohutný gotický hrad.

## Popis

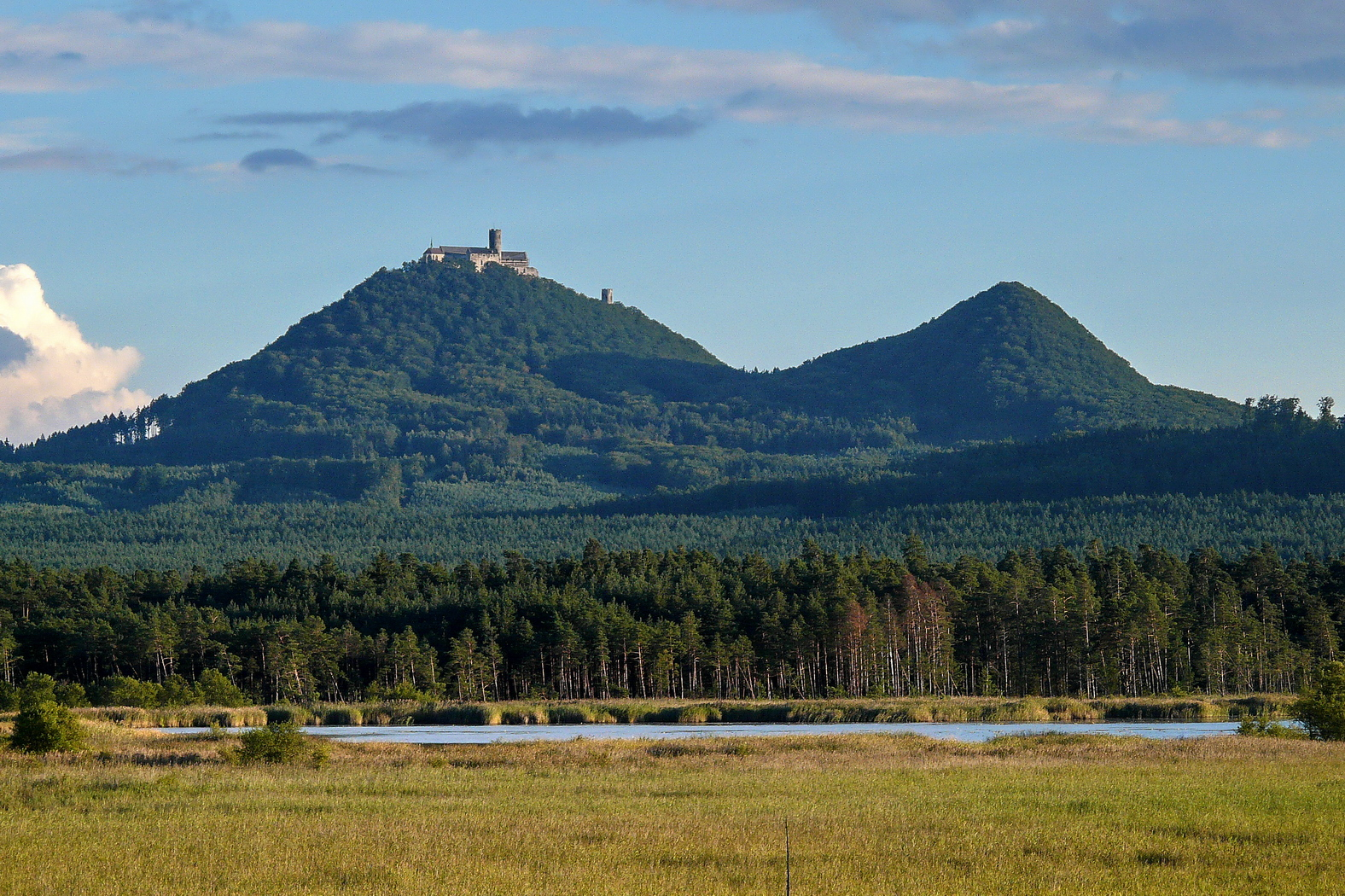
Bezděz (vlevo) a Malý Bezděz nad Břehyňským rybníkem

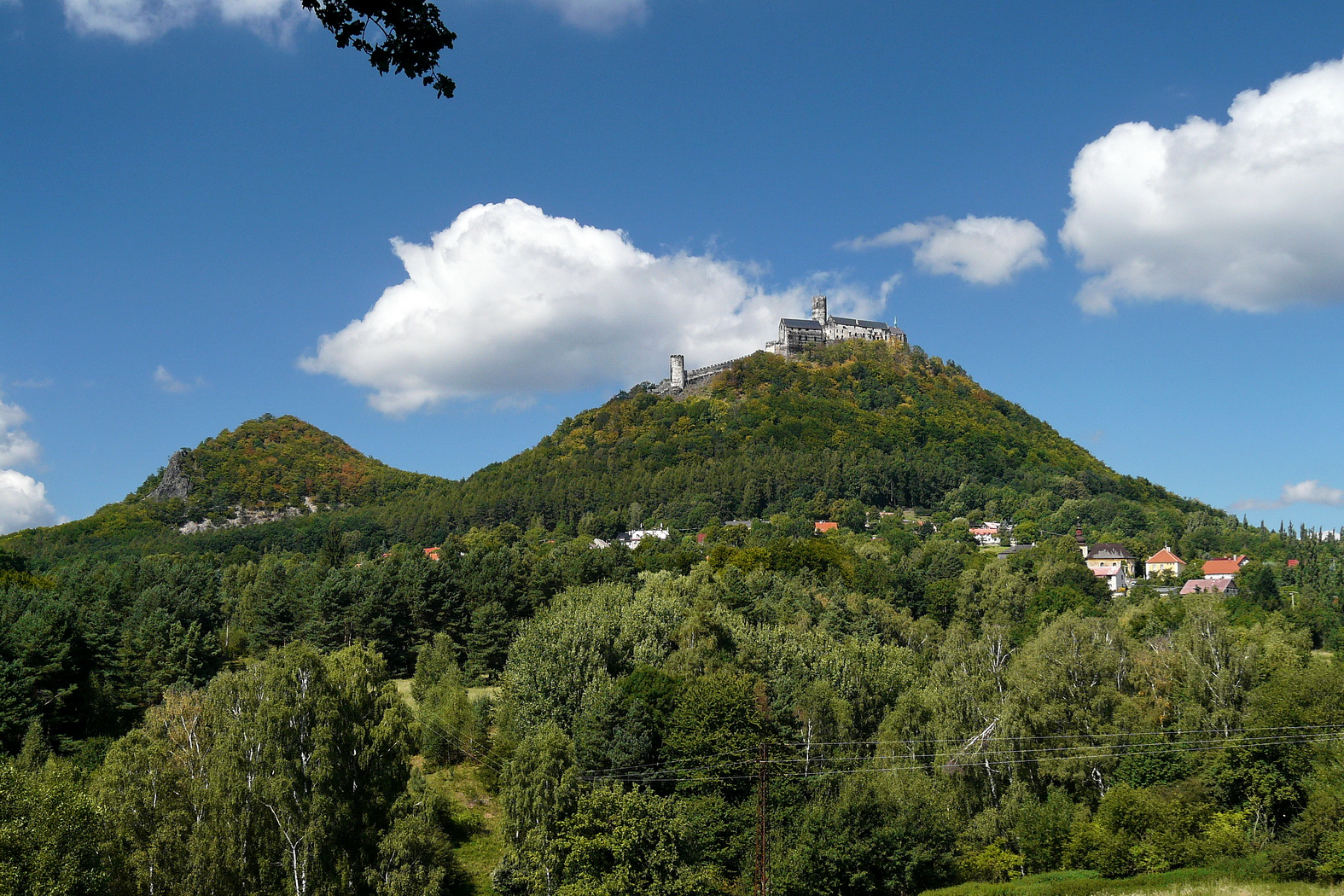
Malý Bezděz (vlevo) a Bezděz z Horky

Rozsáhlý nesouměrný neovulkanický kužel elipsovitě protažený ve směru SV-JZ. Svahy znělcového suku, porušeném sesuvy, jsou porostlé převážně buky s příměsí javoru, lípy a dubu. Na úpatí větší podíl smrku a modřínu.
Ze západu k Bezdězu těsně přiléhá vrch Malý Bezděz (577 m n. m.), od Bezdězu oddělený sedlem ve výšce 483 m n. m.
Na vrcholu Bezdězu stojí gotický hrad Bezděz, z jehož věže se otevírá kruhový výhled do kraje. Samy vrcholy jsou vzhledem k umístění v relativně ploché krajině a význačnému tvaru dobře rozpoznatelné a viditelné ze širokého okolí, např. z Ralska, Ještědu a Vlhoště, za lepší viditelnosti i z Řípu, Milešovky, pražského Ládví i ze vzdálenějších míst. Oba vrchy jsou součástí národní přírodní rezervace Velký a Malý Bezděz.

## Geomorfologické zařazení
Souvrší obou Bezdězů náleží do celku Ralská pahorkatina, podcelku Dokeská pahorkatina, okrsku Bezdězská vrchovina, podokrsku Slatinská pahorkatina a Bezdězské části (tato část zahrnuje právě jen Bezděz a Malý Bezděz).

## Přístup
Bezděz se svým hradem je přístupný po odbočce z červené turistické trasy (evropská dálková trasa E10), do obce na úpatí vede také modrá trasa a cyklostezky 0060 a 3045. Obec je napojena na silniční síť, poblíž vede frekventovaná silnice z České Lípy na Mladou Boleslav. V obci je také železniční stanice Bezděz na trati 080 z Bakova nad Jizerou do Jedlové.